# Política de atender al Este

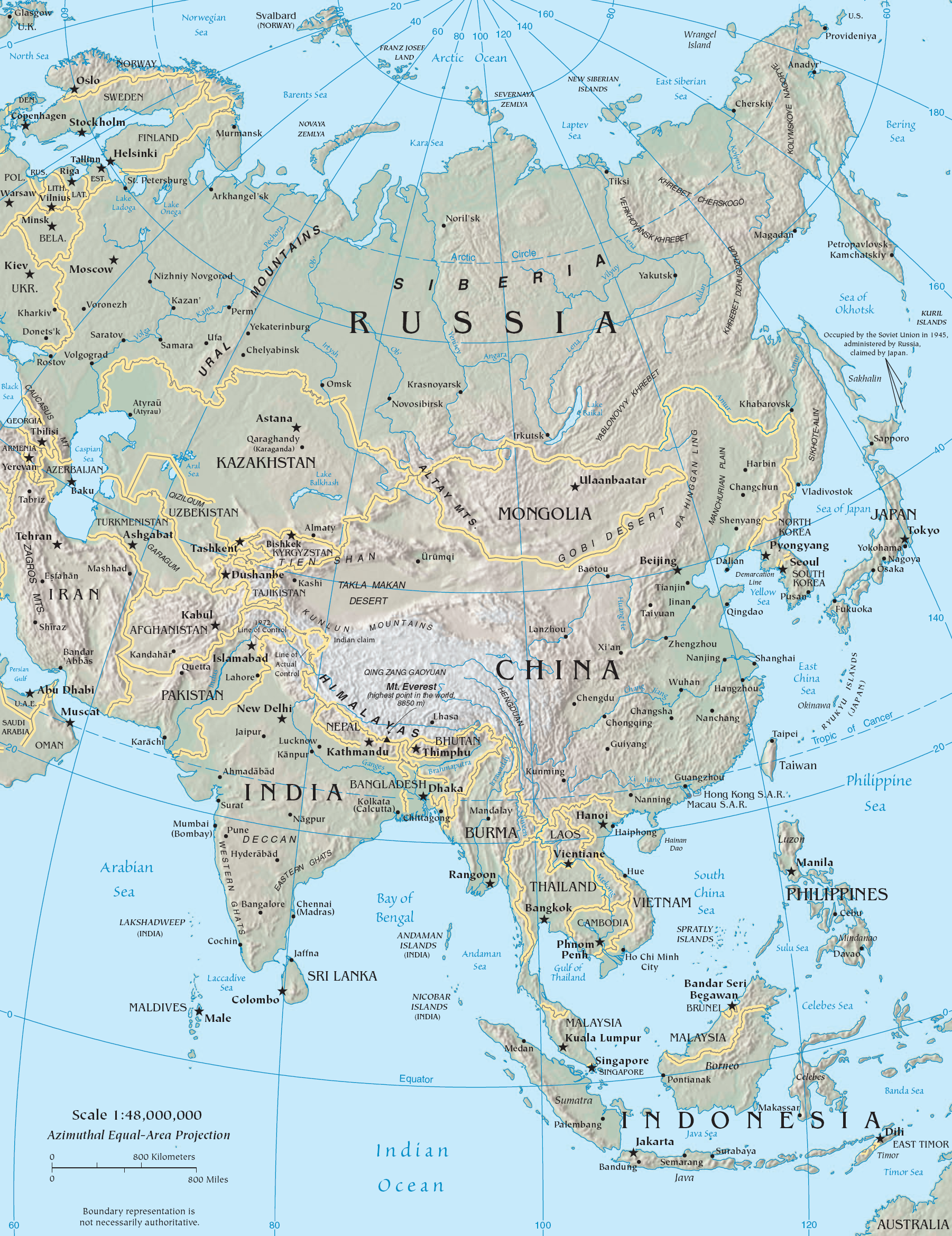
Mapa político con la India, China, y los países del Sureste Asiático.

La Política India de atender al Este, que se lanzó en 1991, marcó un cambio estratégico en la perspectiva de la India del mundo. Fue desarrollada e implementada durante el gobierno del Primer ministro P.V. Narasimha Rao y fue rigurosamente seguida por los gobiernos posteriores de Atal Bihari Vajpayee y Manmohan Singh. 
Según Sunanda K. Datta-Ray, autor de un libro sobre esta política, "Looking East to Look West: Lee Kuan Yew's Mission India" (Atendiendo al Este para mirar al Oeste: la misión India de Lee Kuan Yew), Rao desarrolló esta política como un primer paso de una estrategia para promover la cooperación económica y seguridad con los Estados Unidos. Sin embargo Atender al Este se convirtió en un fin en sí mismo, en gran medida alentado por el ministro malayo Lee Kuan Yew. Esto es consistente con la Política de Atender al Este en cuanto a que la India realizará mejor su destino si se relaciona más con sus socios asiáticos como palanca para relacionarse con el resto del mundo, y que es mejor para los intereses futuros y económicos de la India promover una mayor integración con el este y Sureste de Asia. Por lo tanto, la política de Atender al Este es un intento de establecer una integración más estrecha y profunda con sus vecinos al Este como parte de una nueva realpolitik que expresa la política exterior de la India, y su participación en la Asociación de Naciones del Sur Este de Asia (ASEAN) es en parte un reconocimiento de parte de la elite de la India de la importancia estratégica y económica de la región para los intereses nacionales de la nación. Manmohan Singh mientras era primer ministro expresó que la política de Atender al Este no es meramente una política económica externa; es también un cambio estratégico en la visión India del mundo y el sitio que debe ocupar la India en la economía mundial en desarrollo.